# Gusztáv kikapcsolódik
A Gusztáv kikapcsolódik a Gusztáv című rajzfilmsorozat harmadik évadának tizennegyedik epizódja.

## Rövid tartalom
Gusztáv felismeri, hogy fárasztó idegmunka után a rémregény nem nyújt pihenést.

## Alkotók
- Rendezte: Jankovics Marcell
- Írta: Dargay Attila, Jankovics Marcell, Nepp József
- Zenéjét szerezte: Deák Tamás
- Operatőr: Henrik Irén
- Hangmérnök: Horváth Domonkos
- Vágó: Czipauer János
- Tervezte: Ternovszky Béla
- Háttér: Szálas Gabriella
- Rajzolták: Kaszner Margit, Zsilli Mária
- Színes technika: Dobrányi Géza, Kun Irén
- Gyártásvezető: Bártfai Miklós

Készítette a Pannónia Filmstúdió.